# Steve Wilhite
Stephen Earl Wilhite (West Chester, 3 de março de 1948 – Cincinnati, 14 de março de 2022) foi um cientista da computação norte-americano.
Wilhite era funcionário da CompuServe responsável pela criação do arquivo formato GIF de um algoritmo LZW da Unisys. O GIF acabou se tornando uma imagem de 8-bit padrão da internet até o surgimento do arquivo formato PNG.
Por sua invenção do arquivo GIF, Wilhite recebeu o Prêmio Webby em 2013.

## Biografia
Wilhite nasceu na cidade de West Chester, em Ohio, em 1948. Era filho da enfermeira Anna Lou Dorsey e de Clarence Earl Wilhite, operário de fábrica. Trabalhando na CompuServe, um dos primeiros serviços online a disponibilizar conexão à internet em nível internacional, Wilhite e sua equipe desenvolveram o arquivo GIF em 1987. Foi adotado pelos primeiros navegadores da internet em 1991. Em 1995, já era o formato de imagem mais popular utilizado na rede.
Vinte anos depois, em 2016, o formato ainda é extremamente popular no web design, nas redes sociais e em manuais e guias. Wilhite continuou funcionário do CompuServe/AOL até 2001, trabalhando em uma variedade de sistemas e protocolos, até ser obrigado a se afastar devido a um AVC.

## Morte
Wilhite morreu em 14 de março de 2022, em um hospital em Cincinnati, por complicações desencadeadas pela COVID-19, aos 74 anos.